# Karenz (Mecklenburg)
Karenz ist eine Gemeinde im Landkreis Ludwigslust-Parchim in Mecklenburg-Vorpommern (Deutschland). Sie wird vom Amt Dömitz-Malliß mit Sitz in der Stadt Dömitz verwaltet.

## Geografie
Die Gemeinde Karenz liegt im Südwesten Mecklenburg-Vorpommerns innerhalb der Griesen Gegend. Südlich des Ortes befindet sich der 71 Meter hohe Steinberg, die höchste Erhebung des Wanzebergs. Die Bundesstraße 191 verläuft eineinhalb Kilometer südlich des Dorfes.
Karenz ist umgeben von den Nachbargemeinden Bresegard bei Eldena im Norden, Malk Göhren im Osten, Malliß im Süden sowie Grebs-Niendorf im Westen.

## Geschichte
Der Ort wird 1270 erstmals als Karniste urkundlich erwähnt und war von der Siedlungsform her ein Gassendorf mit Gutshof.
Am 1. Januar 1974 wurde Karenz nach Grebs (seit dem 12. Juni 2004 Teil der Gemeinde Grebs-Niendorf) eingemeindet. Am 1. Mai 1990 wurde der Ort wieder zu einer selbständigen Gemeinde.
Die Gemeinde Karenz feierte im Jahr 2020 gemeinsam mit dem Mallißer Ortsteil Conow ihr 750-jähriges Bestehen.

## Politik

### Gemeindevertretung und Bürgermeister
Die Gemeindevertretung besteht aus sechs Mitgliedern. Die Wahl am 26. Mai 2019 hatte folgendes Ergebnis:
| Partei/Bewerber           | Prozent | Sitze |
| ------------------------- | ------- | ----- |
| Wählergemeinschaft Karenz | 100,0   | 6     |

Bürgermeisterin der Gemeinde ist Birgit Eckardt-Hönig, sie wurde ebenfalls am 26. Mai 2019 mit 91,3 % der Stimmen gewählt.

### Dienstsiegel
Die Gemeinde verfügt über kein amtlich genehmigtes Hoheitszeichen, weder Wappen noch Flagge. Als Dienstsiegel wird das kleine Landessiegel mit dem Wappenbild des Landesteils Mecklenburg geführt. Es zeigt einen hersehenden Stierkopf mit abgerissenem Halsfell und Krone und der Umschrift „GEMEINDE KARENZ“.

## Sehenswürdigkeiten
Der 20,5 Meter hohe Aussichtsturm auf dem Steinberg, der 2006 erbaut wurde, bietet einen mehrere Kilometer weit reichenden Rundumblick in die Umgebung des Dorfes, bei guten Sichtbedingungen bis hin in das Wendland sowie nach Ludwigslust und Dömitz.
Am Südhang des Steinbergs liegt die Karenzer Heide, die wegen ihrer Ginsterbestände als Schutzgebiet nach der Fauna-Flora-Habitat-Richtlinie ausgewiesen ist.
Das ehemalige Armeegelände der Luftstreitkräfte der NVA in direkter Nachbarschaft wird als Übungsstrecke für geländegängige Fahrzeuge genutzt.
Die Baudenkmale der Gemeinde sind in der Liste der Baudenkmale in Karenz (Mecklenburg) aufgeführt.

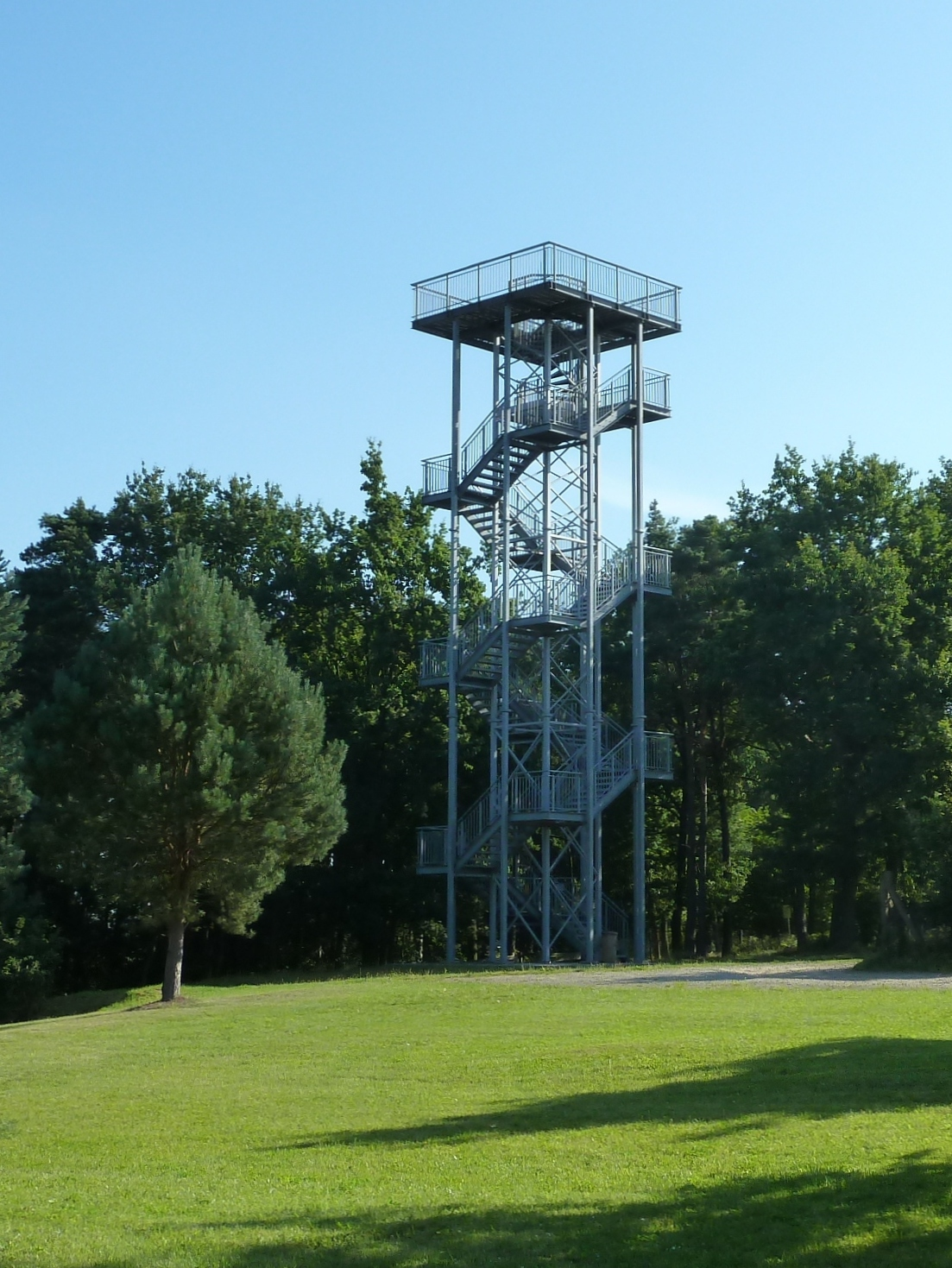
Aussichtsturm auf dem Steinberg
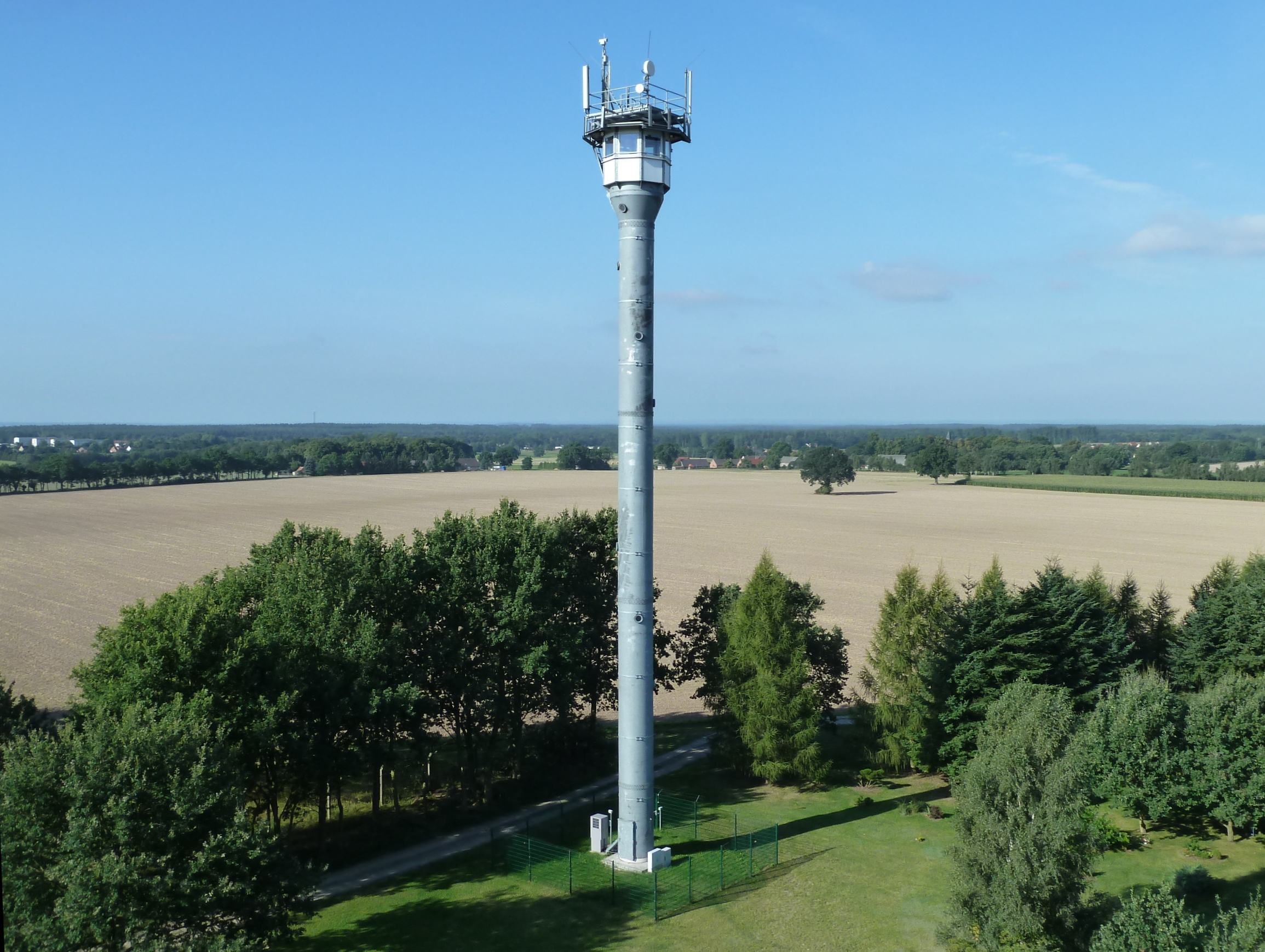
Feuermeldeturm bei Karenz
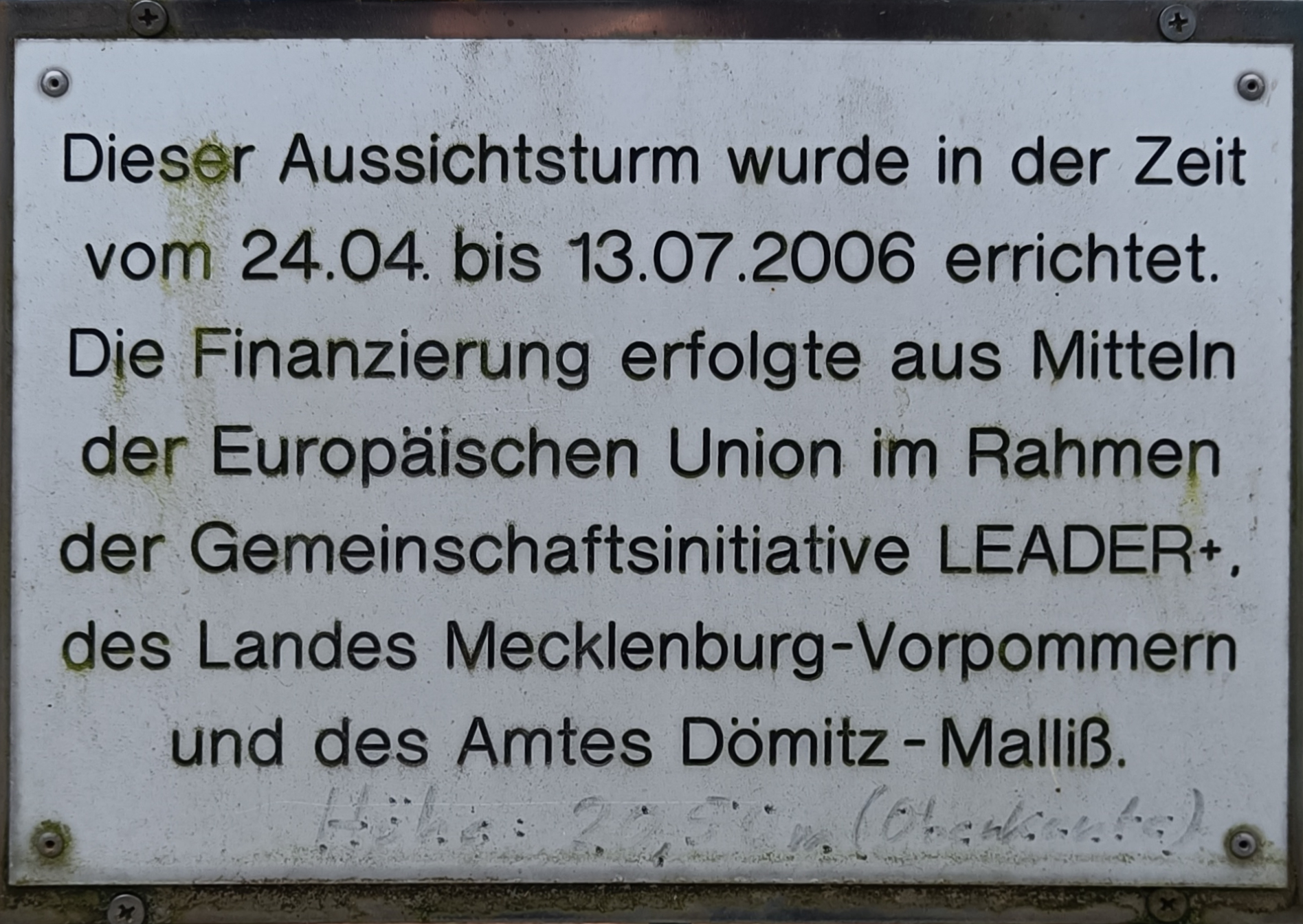
Informationstafel am Aussichtsturm in Karenz